# Friedhelm Kändler

Friedhelm Kändler 2014

Friedhelm Kändler (* 1950 in Hannover) ist ein deutscher Dichter und Bühnenautor. Die literarischen Arbeiten und Auftritte des Künstlers sind gekennzeichnet durch dadaistisches Spiel mit Worten, Buchstaben und scheinbaren Inhalten. Seine Stilrichtung bezeichnet er in Anlehnung an „Dada“ als „Wowo“. („Wowo ist die Frage auf die Antwort des Dada.“)

## Werdegang
Kändler studierte mit Staatsexamen, zu Jugendzeiten bis dreißig unterwegs als Erwachsenenbildner, Krankenhausgärtner und Telefonist, dann selbständig als Dichter, Liedautor und Bühnenkünstler. Enge Zusammenarbeit mit der Diseuse Alix Dudel, dem Wortartisten Marcus Jeroch, den Komponisten Prof. Andreas N. Tarkmann und Uli Schmid, dem Sänger Jo van Nelsen, der Band Maybebob u. a. m. 1988 wurde er mit einem Stipendium für den Künstlerhof Schreyahn ausgezeichnet. Diverse Preise –  Wilhelm-Busch-Preis 1997, St. Ingberter Pfanne – Publikumspreis 2001, Wilhelmshavener Knurrhahn und Pfungstädter Knopf, beide 2002. Zur Jahrtausendwende zog sich Kändler aus der Auftrittswelt zurück, um mehr Zeit zum Schreiben zu haben. Er verließ 2012 seine Heimatstadt Hannover, zog um ins hessische Haus Wildkind. Bücher zuletzt erschienen im Jeroch-Verlag Berlin.

## Publikationen
- WoWo. revonnah, Hannover 1995, ISBN 3-927715-11-5.
- WoZwo. revonnah, Hannover, ISBN 3-927715-14-X.
- WoWo jagt Dr. Ey. revonnah, Hannover, ISBN 3-927715-19-0.
- Der Hinrich-Wolfhard-Zyklus. revonnah, Hannover, ISBN 3-927715-48-4.
- Franz. revonnah, Hannover, ISBN 3-927715-21-2.
- Kröhlmann. revonnah, Hannover. Neuauflage. Wehrhahn, Hannover 2008, ISBN 978-3-86525-408-5.
- Wildkind. Ein Fortsetzungsmärchen in vielen Heften zu sieben Folgen. revonnah, Hannover, ISBN 3-934818-00-5 und die ISBNs...-01-3 bis...-12-0.
- Mehrchenstunde. WoWo's HaiMaat, 2004. (Neuauflage: Wehrhahn, Hannover 2008, ISBN 978-3-86525-404-7).
- Das Leben ist Eso Worthe ater. Wehrhahn, Hannover 2009, ISBN 978-3-86525-409-2.
- Panthersie. WoWo's HaiMaat, 2005.
- Predikt (Hör-CD). Roter Baum, Pfungstadt 2004.
- Frau des Dracula. WoWo's HaiMaat 2006.
- Das Teegespräch. WoWo's HaiMaat 2006.
- Es klingelt. WoWo's HaiMaat 2007.
- Wenn ein Engel fällt. Wehrhahn, Hannover 2007, ISBN 978-3-86525-401-6.
- Freiers Füße. Wehrhahn, Hannover 2007, ISBN 978-3-86525-403-0.
- Verbotene Leidenschaft. Wehrhahn, Hannover 2007, ISBN 978-3-86525-402-3.
- CD 3. Wehrhahn, Hannover 2008, ISBN 978-3-86525-406-1.
- CD Steile Weihnacht. Wehrhahn, Hannover 2008, ISBN 978-3-86525-407-8.
- Jetzt sagen Sie mal was. Miniaturen. Wehrhahn, Hannover 2008, ISBN 978-3-86525-405-4.
- Ich und mein Anderes. Wehrhahn, Hannover 2010, ISBN 978-3-86525-405-4.
- Kisstories. Wehrhahn, Hannover 2011, ISBN 978-3-86525-412-2.
- Nichts. Wehrhahn, Hannover 2011, ISBN 978-3-86525-415-3.
- WoWos PoStille. – Pfungstadt und Wien, Edition Wildkind, ab Juni 2012
- Über Moral. Edition Wildkind, Pfungstadt 2012. (Umschlaggestaltung von Peter Edelmann)
- Die Abenteuer der Missis Jö. Taschenbuch – Edition Tiamat, Berlin 2013, ISBN 978-3-89320-183-9.
- Nach Eden. Edition Wildkind, Pfungstadt 2014. (Umschlaggestaltung von Peter Edelmann)
- Konvolut 1-3. Hardcover – Selbstverlag, 2016.
- Schöner Denken mit WoWo. Jeroch Verlag, Berlin 2017, ISBN 978-3-86327-999-8. (grafische Gestaltung von Burkhard Neie)
- Die Abenteuer der Missis Jö Band 1 – Hardcover mit Schutzumschlag, Prägedruck und Lesebändchen – Jeroch Verlag, Berlin 2018, ISBN 978-3-86327-997-4. (grafische Gestaltung von Burkhard Neie)
- CD  Schlimme Lieder  Wowoetische Schlager von Friedhelm Kändler & Die Heimatrosen – Edition Wildkind, Pfungstadt 2019
- CD Mehrchenstunde – Gedichte, gesprochen von Friedhelm Kändler – Pfungstadt 2020, Jeroch-Verlag Berlin
- CD Dunkel – Worte um Nacht und Tod, gesprochen von Friedhelm Kändler – Pfungstadt 2020, Jeroch-Verlag Berlin
- Die Abenteuer der Missis Jö Band 2 – Hardcover mit Schutzumschlag, Prägedruck und Leseband – Jeroch Verlag, Berlin 2021, ISBN 978-3-86327-067-4. (grafische Gestaltung von Burkhard Neie)
- WoZwo – Mehr Chaos, Mehr Liebe – Jeroch Verlag, Berlin 2023, ISBN 978-3-86327-995-0 – Hardcover, Fadenbindung + Leseband, gestaltet von Burkhard Neie.
- Die Abenteuer der Missis Jö Band 3 – Hardcover mit Schutzumschlag, Prägedruck und Leseband – Jeroch Verlag, Berlin 2023, ISBN 978-3-86327-994-3. (grafische Gestaltung von Burkhard Neie)
- Die Abenteuer der Missis Jö Band 4 – Hardcover mit Schutzumschlag, Prägedruck und Leseband – Jeroch Verlag, Berlin 2025, ISBN 978-3-86327-993-6. (grafische Gestaltung von Burkhard Neie)
- 10 NOTENBÄNDE mit Chansons von Friedhelm Kändler in den Vertonungen von Andreas N. Tarkmann, Uli Schmid, Thorsten Larbig und Clemens Kanka, Impronta-Edition 2025

## Bühnenprogramme
- Mehrchenstunde. Soloperformance
- Das Leben ist Eso. Soloperformance
- Panthersie. Soloperformance
- Kröhlmann. Performance mit zwei Decoboys[1]
- Kändler lebendig. Soloperformance